# Ligonipes
Ligonipes là một chi nhện trong họ Salticidae.